# Орнек (Северо-Казахстанская область)
Орнек (каз. Өрнек) — село в Есильском районе Северо-Казахстанской области Казахстана. Административный центр Алматинского сельского округа. Код КАТО — 594233100.

## География
Расположен на правобережье реки Ишим, в 65 км к юго-западу от районного центра, в 150 км от города Петропавловск.

## Население
В 1999 году население села составляло 529 человек (271 мужчина и 258 женщин). По данным переписи 2009 года, в селе проживало 299 человек (150 мужчин и 149 женщин).

## История
Основан в 1925 году старейшинами родов тушке, жанатай, койсары,барак, конай. Рядом с селом находится могила Жанатая — одного из батыров Абылай хана. В   окрестностях села находится памятник археологии — поселение эпохи бронзы Урнек II.

## Известные уроженцы
Зикибаев Еслям Зикибаевич (1936-2002)— казахский поэт и писатель.